# Luigi Scattini
Luigi Scattini (* 17. Mai 1927 in Turin; † 12. Juli 2010 in Rom) war ein italienischer Filmregisseur.

## Leben
Scattini, der einen Abschluss in Rechtswissenschaften hat, begann seine Laufbahn beim Film zunächst als Kritiker und Theoretiker für Zeitschriften wie Gente und Oggi; in den 1960er Jahren drehte er Industriefilme und fertigte ab 1963 auch einige Dokumentationen wie Sexy magico und Svezia, inferno e paradiso (in dem erstmals Máh-Ná-Máh-Ná zu hören war). Daneben drehte er aber auch etliche Spielfilme, darunter die Komödie Ein General und noch zwei Trottel mit Buster Keaton. Nach zwei Filmen als Produzent 1975 und im Folgejahr war er seit den 1980er Jahren hauptsächlich mit Synchronregie beschäftigt.
Scattini ist der Vater der Schauspielerin Monica Scattini. Manchmal wurde er als Arthur Scott geführt.

## Filmografie (Auswahl)
- 1963: Sexy magico
- 1965: Ein General und noch zwei Trottel (Due marines e un generale)
- 1968: Schweden – Hölle oder Paradies? (Svezia, inferno e paradiso)
- 1970: Ein Zirkus und ein Halleluja (I vendicatori dell'Ave Maria) (Schnitt)
- 1972: La ragazza dalla pelle di luna
- 1977: La notte dell'alta marea